# Acerenza
Acerenza – miejscowość i gmina we Włoszech, w regionie Basilicata, w prowincji Potenza. Według danych z 31 grudnia 2016 gminę zamieszkiwało 2380 osób.

## Religia
Acerenza jest od IV w. siedzibą biskupów, a od XI w. arcybiskupów Acerenzy (zobacz: archidiecezja Acerenza).